# Provincia de Tacna (Chile)
La provincia de Tacna fue una división territorial de Chile,  existente entre 1884 y 1929, creada el 31 de octubre de 1884, sobre la base de las antiguas provincias peruanas de Tacna y Arica del departamento de Tacna. 

## Historia

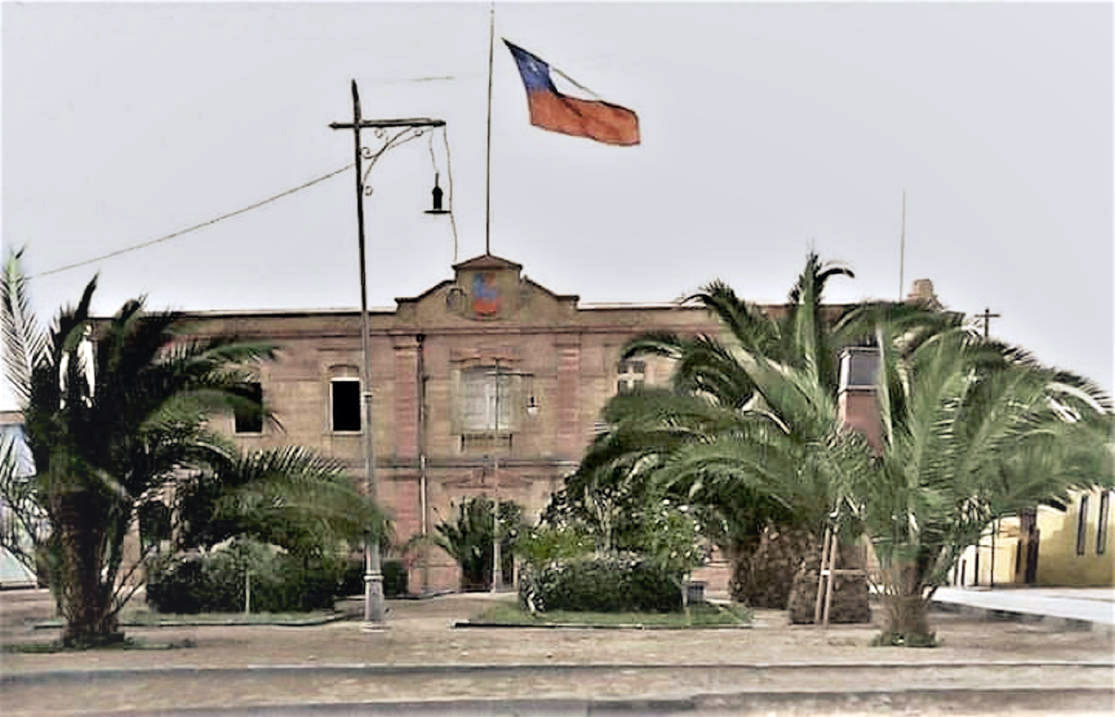
Fachada de la Intendencia de Tacna con la bandera de Chile, año 1920.

Aunque el territorio de Tacna y Arica pasó a control chileno tras las batallas del Alto de la Alianza y el Morro de Arica, en 1880, solo fueron organizadas por Chile tras la suscripción del tratado de Ancón, el 20 de octubre de 1883, que establecía que dicha zona quedaba en posesión de la República de Chile por diez años, hasta la realización de un plebiscito que decidiría su suerte. Sin embargo, este plebiscito no se realizó. Eusebio Lillo, quien es el autor de la letra del himno nacional de Chile, fue el jefe político de Tacna entre 1880 y 1882.
Entre tanto, una ley promulgada el 31 de octubre de 1884 por el presidente Domingo Santa María organizó administrativamente el territorio en cuestión, creando la provincia de Tacna, cuyos límites, según el artículo primero, son: "al norte, el río Sama desde su nacimiento en las cordilleras limítrofes con Bolivia hasta su desembocadura en el mar; al sur, la quebrada de Camarones; al este, la república de Bolivia; y al oeste, el Océano Pacífico". previo a esto el territorio fue gobernado por una jefatura política y militar.
La ley antedicha establece que "en la nueva provincia regirán las leyes chilenas, y sus habitantes gozarán de las mismas garantías que la Constitución otorga a los del resto de la República". La provincia de Tacna fue dividida inicialmente en dos departamentos: Tacna (capital Tacna) y Arica (capital Arica), estableciéndose como capital provincial la ciudad de Tacna. Las subdelegaciones y distritos de la provincia de Tacna fueron establecidos por decreto del 9 de noviembre de 1885.
En 1885 se anexó la provincia peruana de Tarata, territorio que pasó a integrar el departamento de Tacna. Sin embargo, en 1911 una ley creó el departamento de Tarata, con capital en la comuna de Tarata. Este departamento tuvo corta vida, ya que fue suprimido en 1921 y su territorio fue segregado de Chile en septiembre de 1925, pasando al Perú, debido al laudo de Calvin Coolidge, presidente de Estados Unidos.
Dentro de las obras construidas por la administración está la Intendencia de Tacna en 1905, la Cripta de los Héroes inaugurada el Día de las Glorias del Ejército de Chile de 1901 en el cerro Intiorko, varios retenes y tenencias policiales y, además, se autorizó la erección del Monumento en homenaje a Cristóbal Colón en la plaza homónima en 1907 por parte de la sociedad civil.
Durante de la reincorporación de Tarata al Perú el 20 de agosto de 1925, el carabinero chileno Manuel Aguayo Paillalef fue el encargado de entregar el mensaje de la retirada del personal policial a la tenencia de Chucatamani, sin embargo, fue asesinado durante el trayecto recibiendo dos impactos de bala. Su caballo nombrado "Metal" llegó a destino y fue leal a él hasta su muerte, siendo renombrado como "Abismo" posteriormente.
El 19 de noviembre del mismo año se producen los sucesos de Challaviento en donde resultaron asesinados tres carabineros.
Con el Decreto con Fuerza de Ley N.° 8.582 del 30 de diciembre de 1927, se establece: "Artículo 1° Divídese el país en las siguientes provincias, departamentos y territorios: […] PROVINCIA DE TACNA.- Capital Tacna.- Departamentos: Tacna y Arica.". Los cambios socioculturales que sufrió este territorio bajo soberanía chilena se consideran parte del proceso llamado como chilenización de Tacna, Arica y Tarapacá. 
En virtud del Tratado de Lima de 1929, se suprime la provincia chilena de Tacna, pasando el departamento de Tacna al Perú, y pasando el departamento de Arica a la nueva provincia de Tarapacá en 1930. La comunidad altiplánica de Ancomarca queda repartida entre ambos países.

### Mapas contemporáneos a la provincia

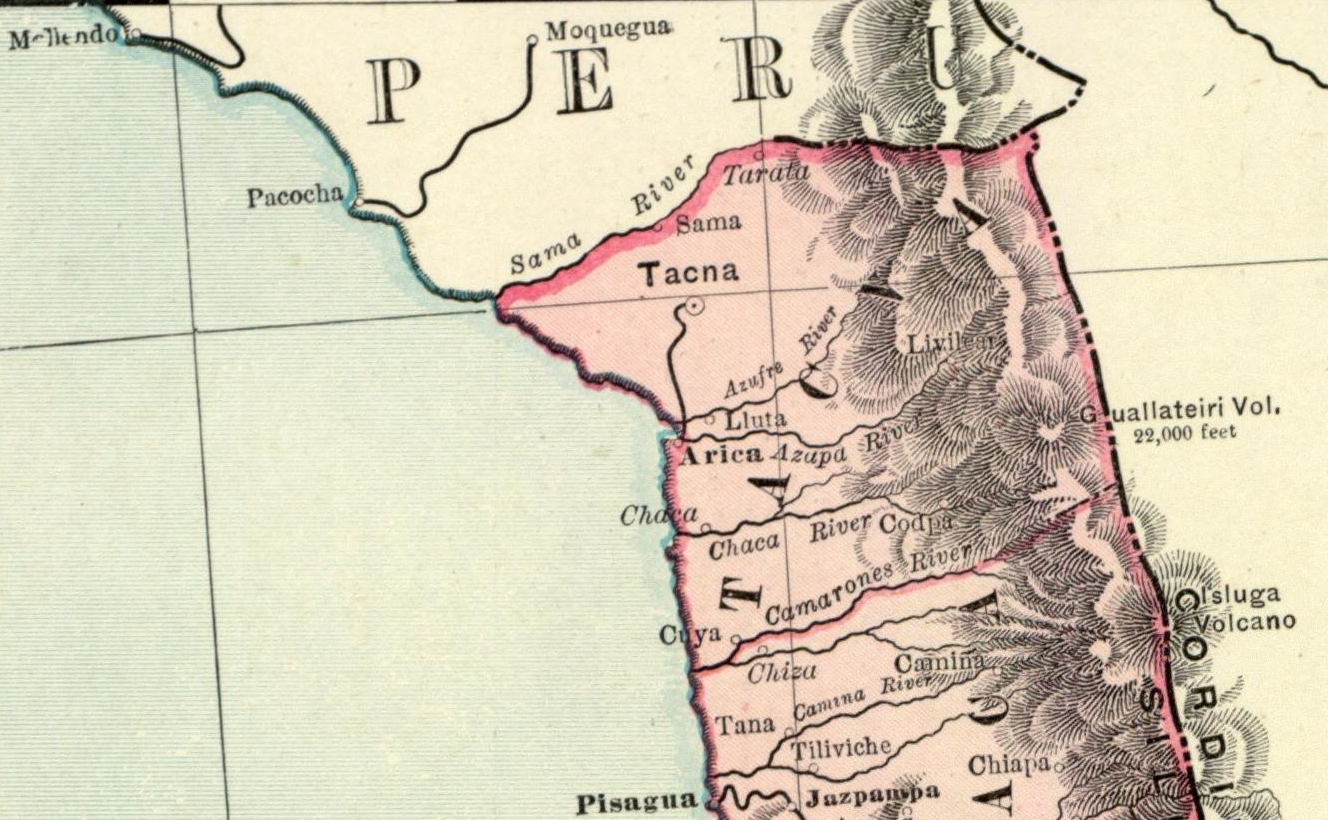
Mapa de la provincia de Tacna, Chile, 1897
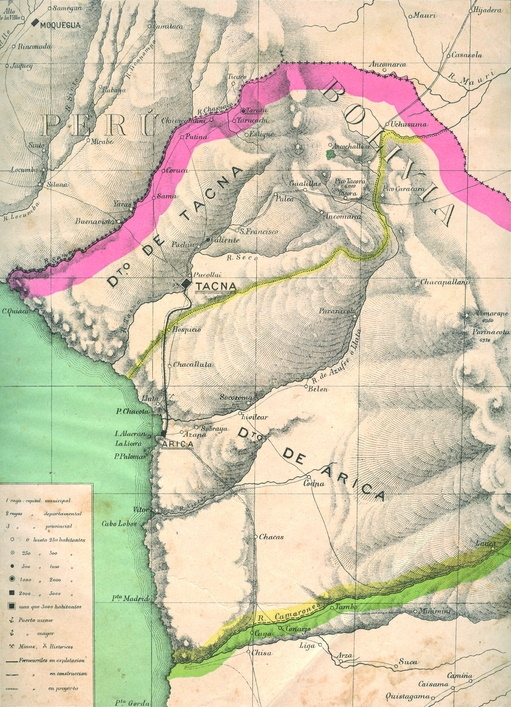
Departamentos de Tacna y de Arica, Chile, 1895
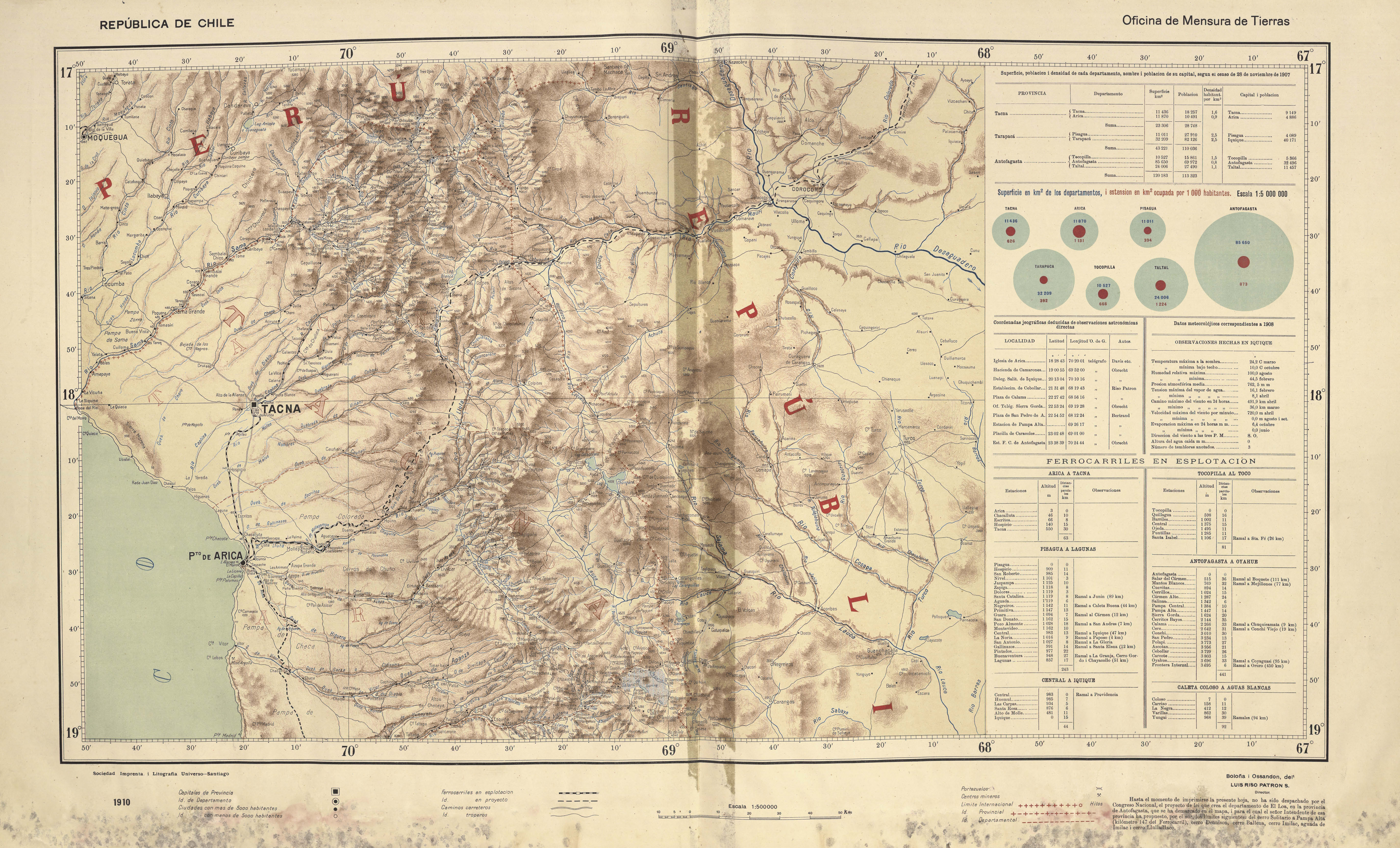
Mapa de la provincia de Tacna, Chile, 1910
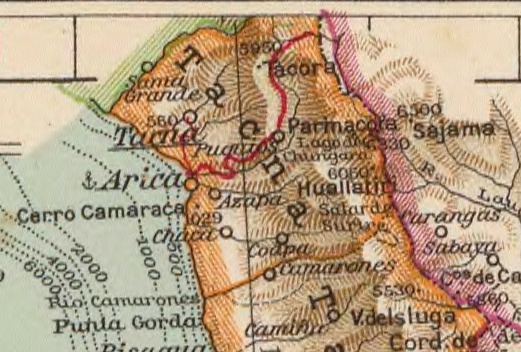
Mapa de la provincia de Tacna, Chile, 1929
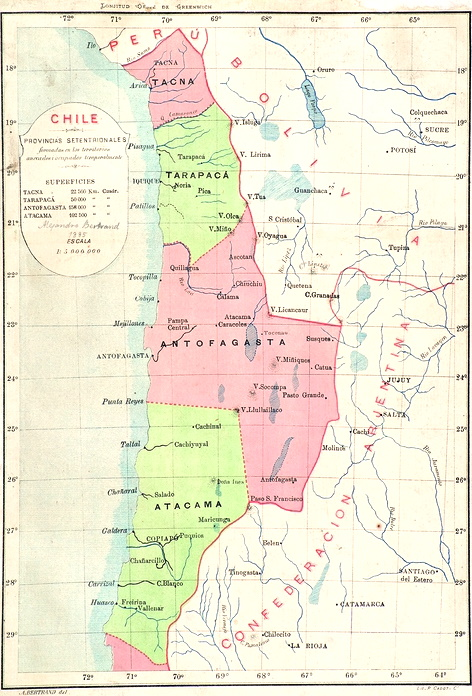
Mapa del Norte Grande de Chile en 1885
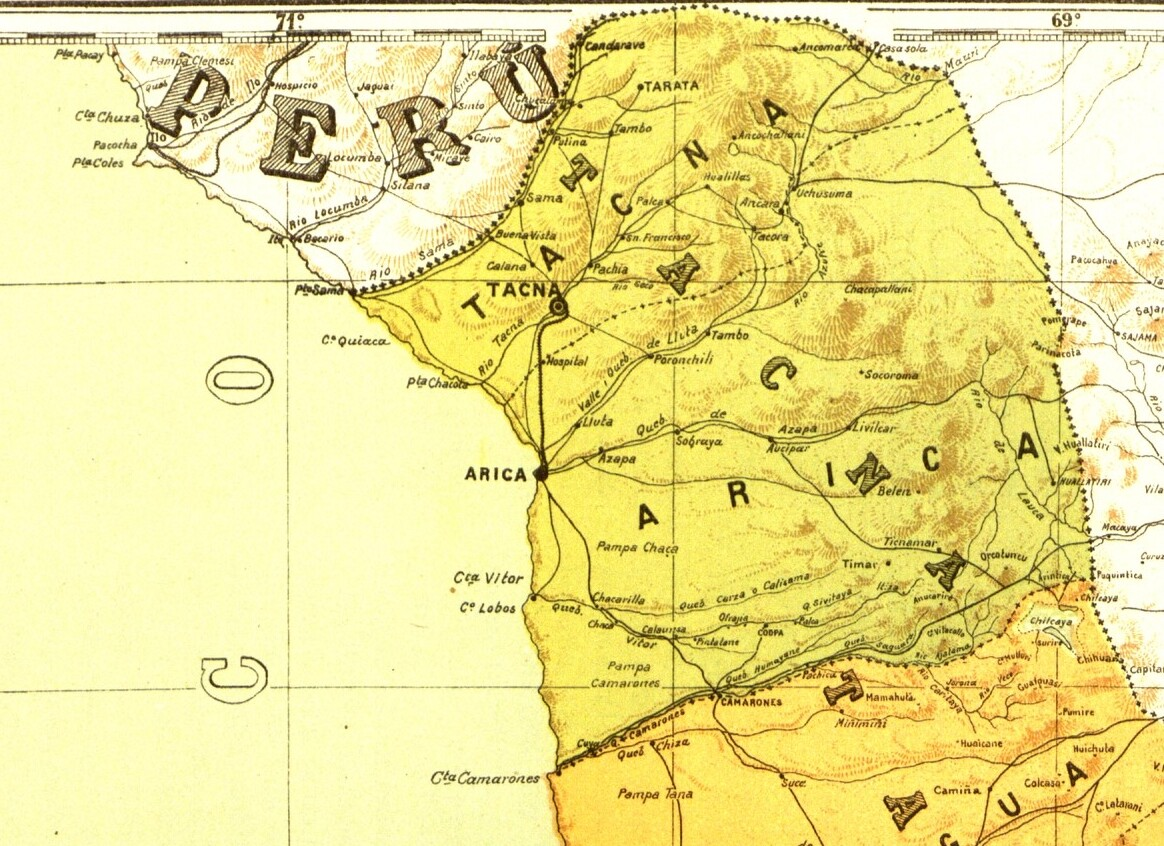
Mapa de la provincia de Tacna, Chile, 1904
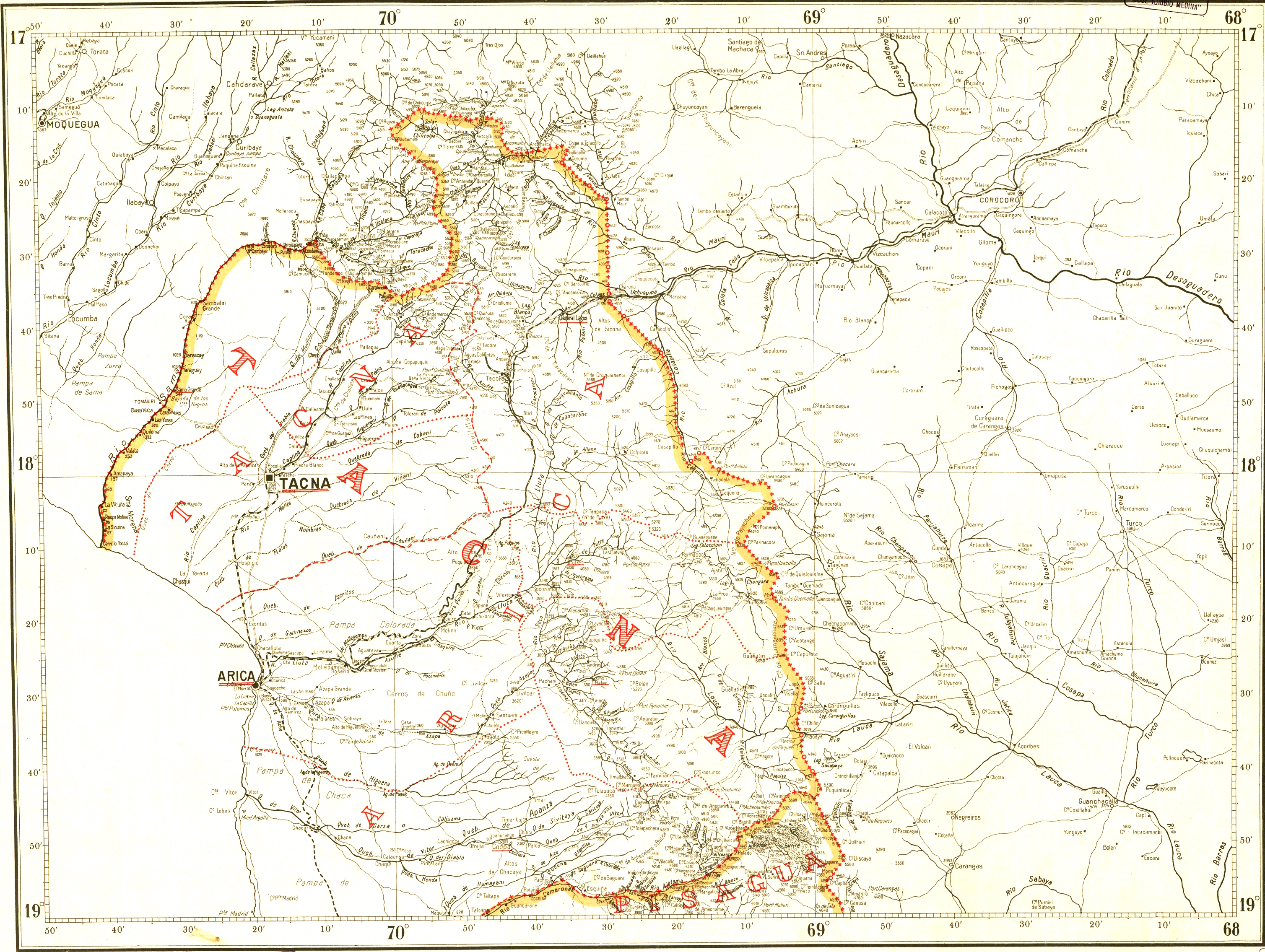
Mapa de la provincia de Tacna, Chile, 1929
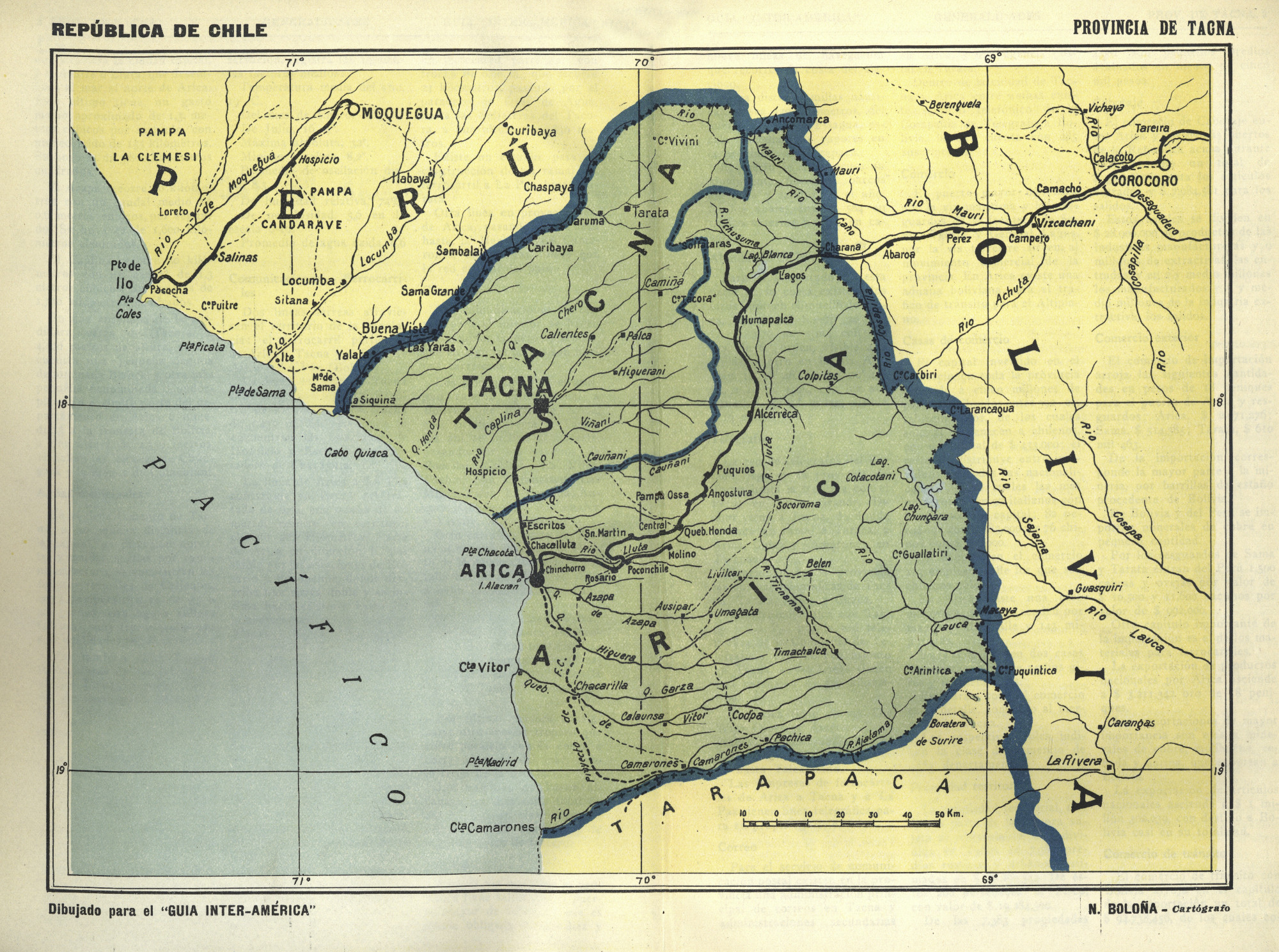
Mapa de la provincia de Tacna, Chile, 1923
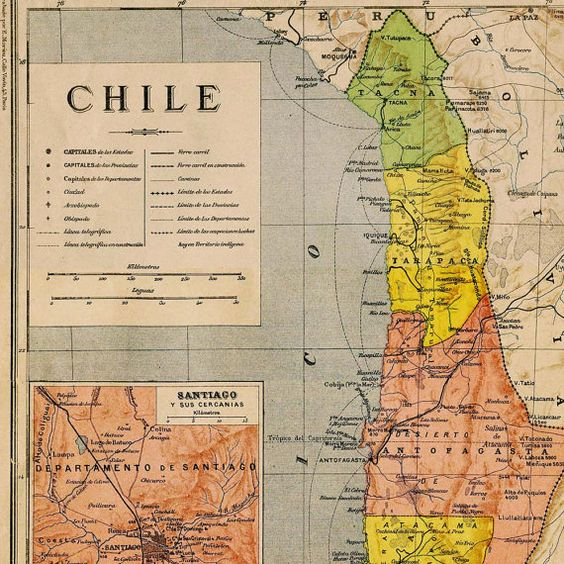
Mapa del Norte Grande de Chile a finales del siglo XIX
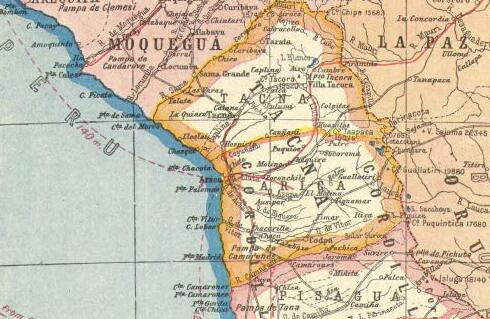
Mapa de la provincia de Tacna, Chile, 1920
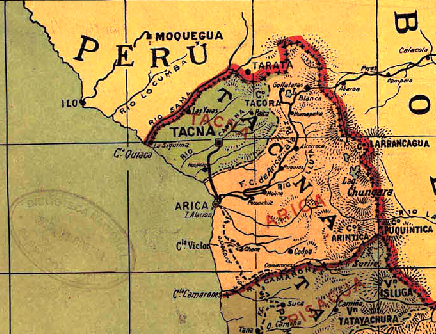
Mapa de la provincia de Tacna, Chile, 1929
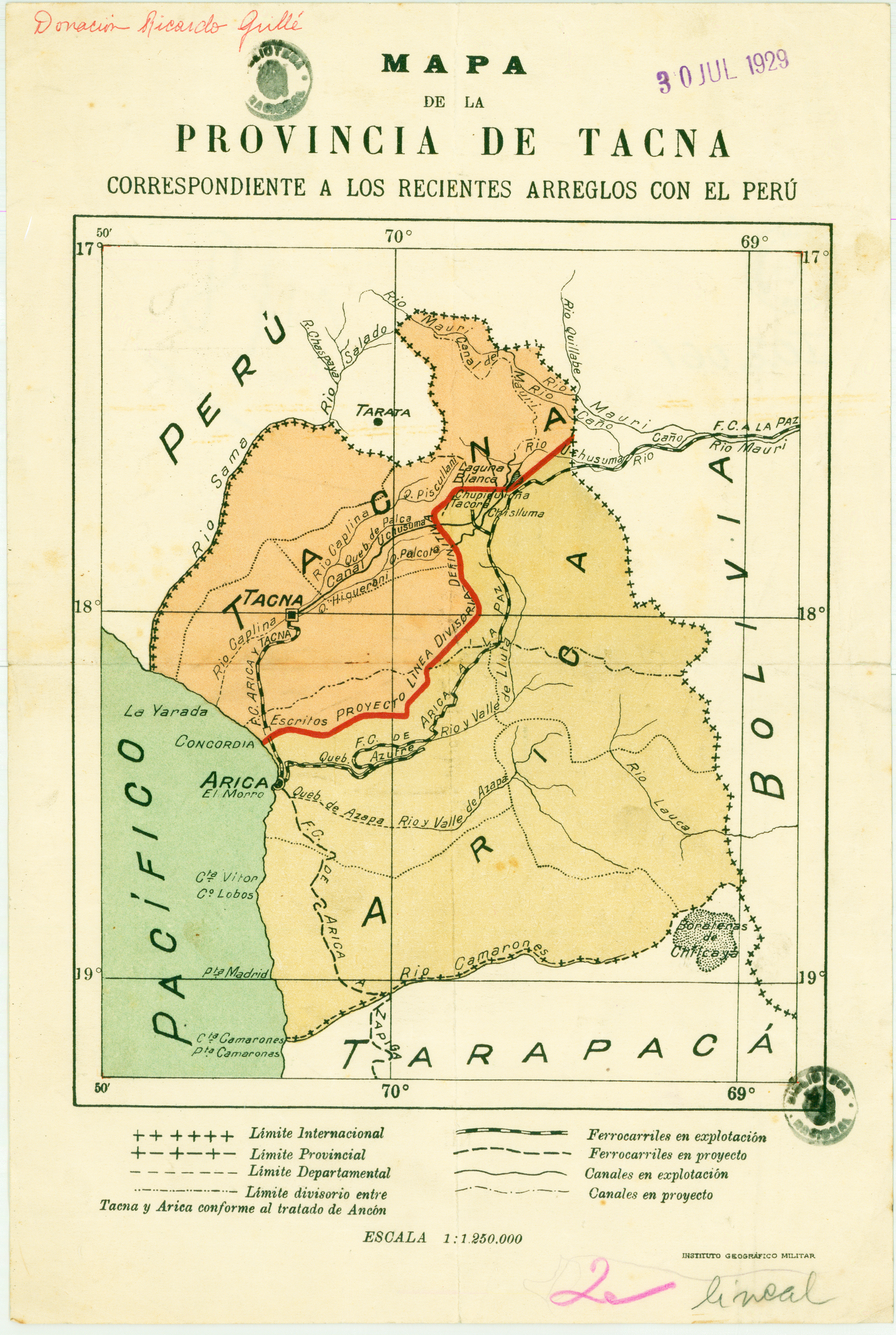
Mapa de los cambios territoriales con el Tratado de Lima de 1929.
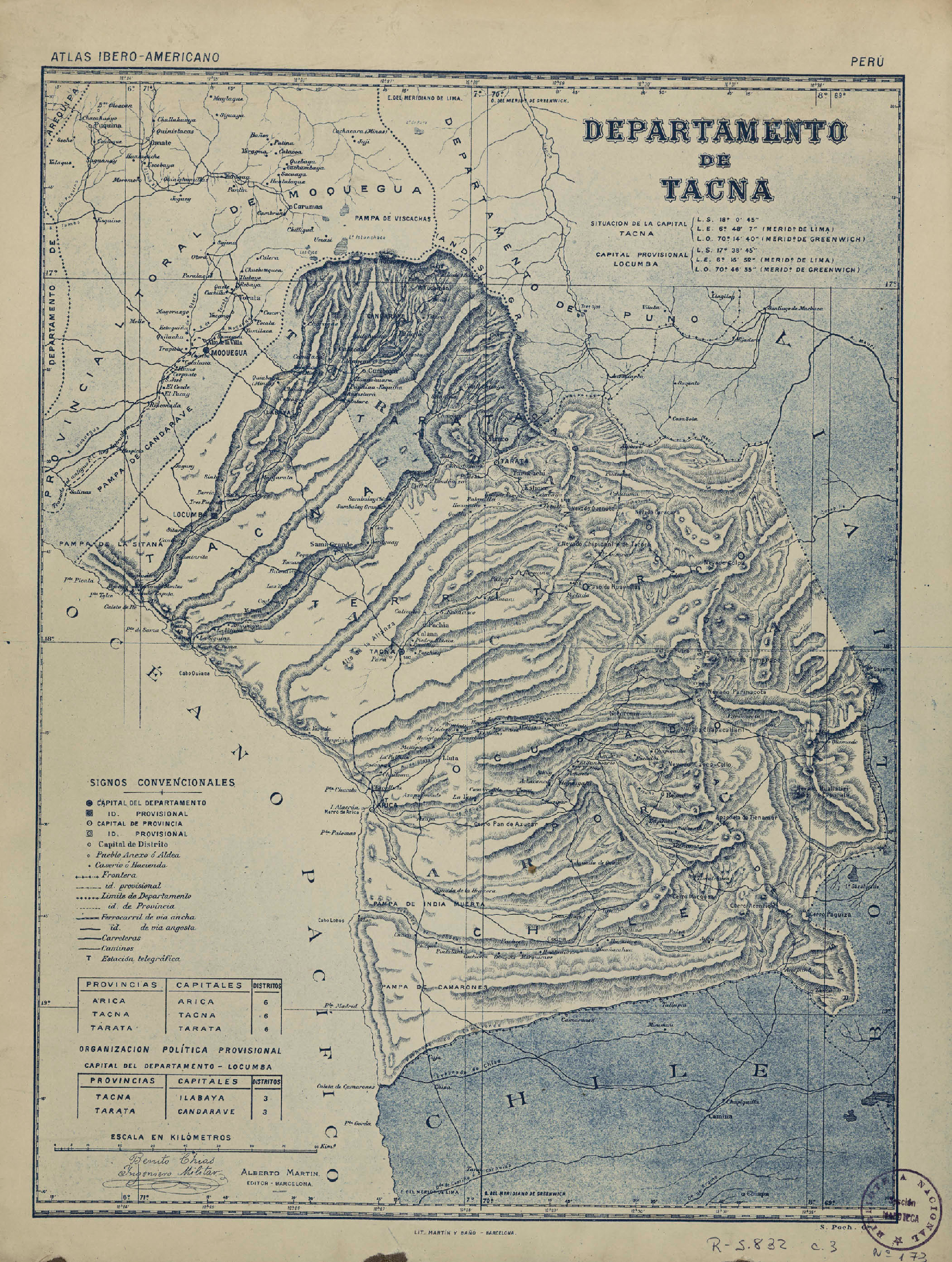
Mapa peruano de 1900 con la subdivisión peruana del territorio (bajo el concepto de "provincia cautiva")
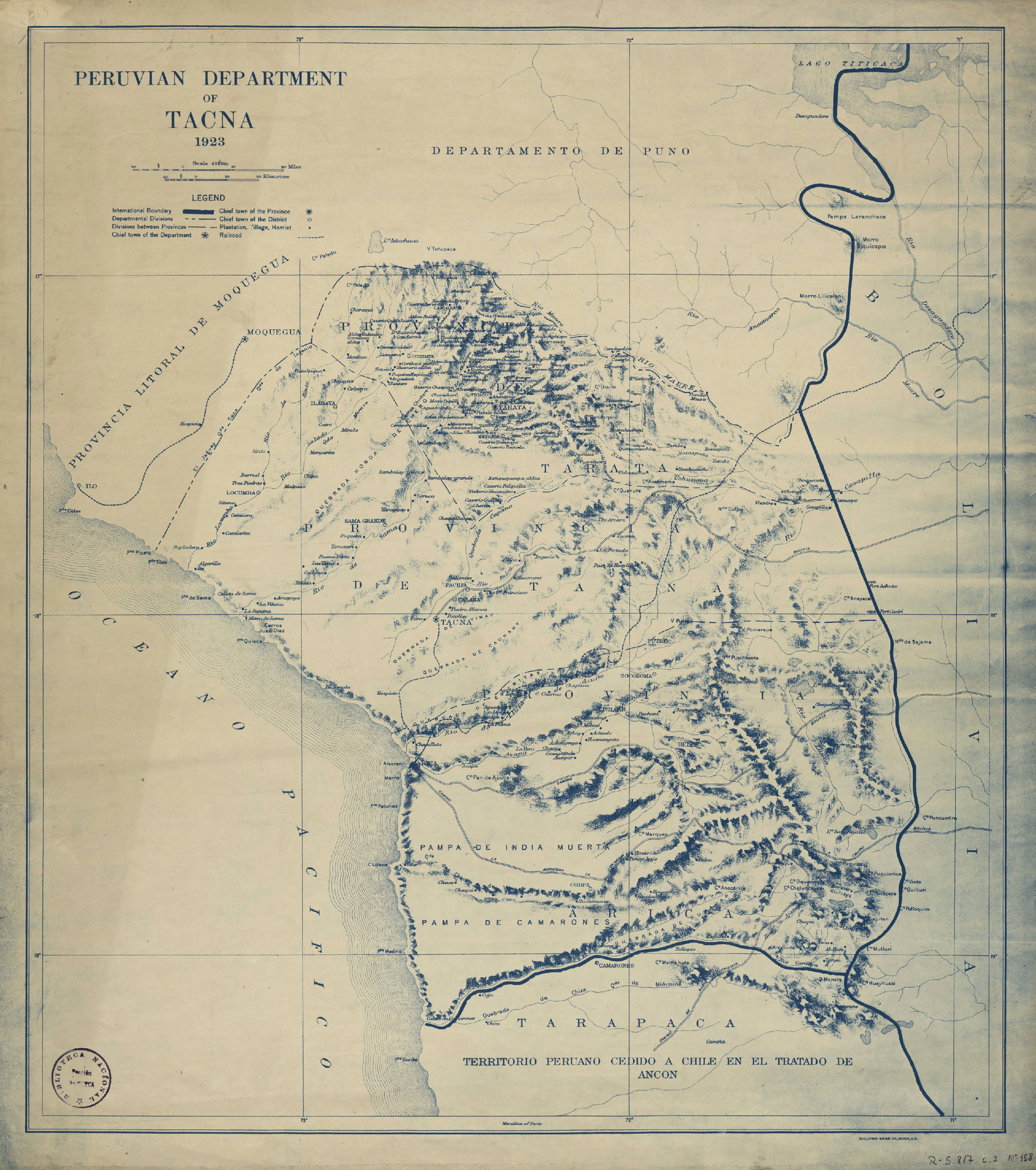
Mapa peruano de 1923 con la subdivisión peruana del territorio
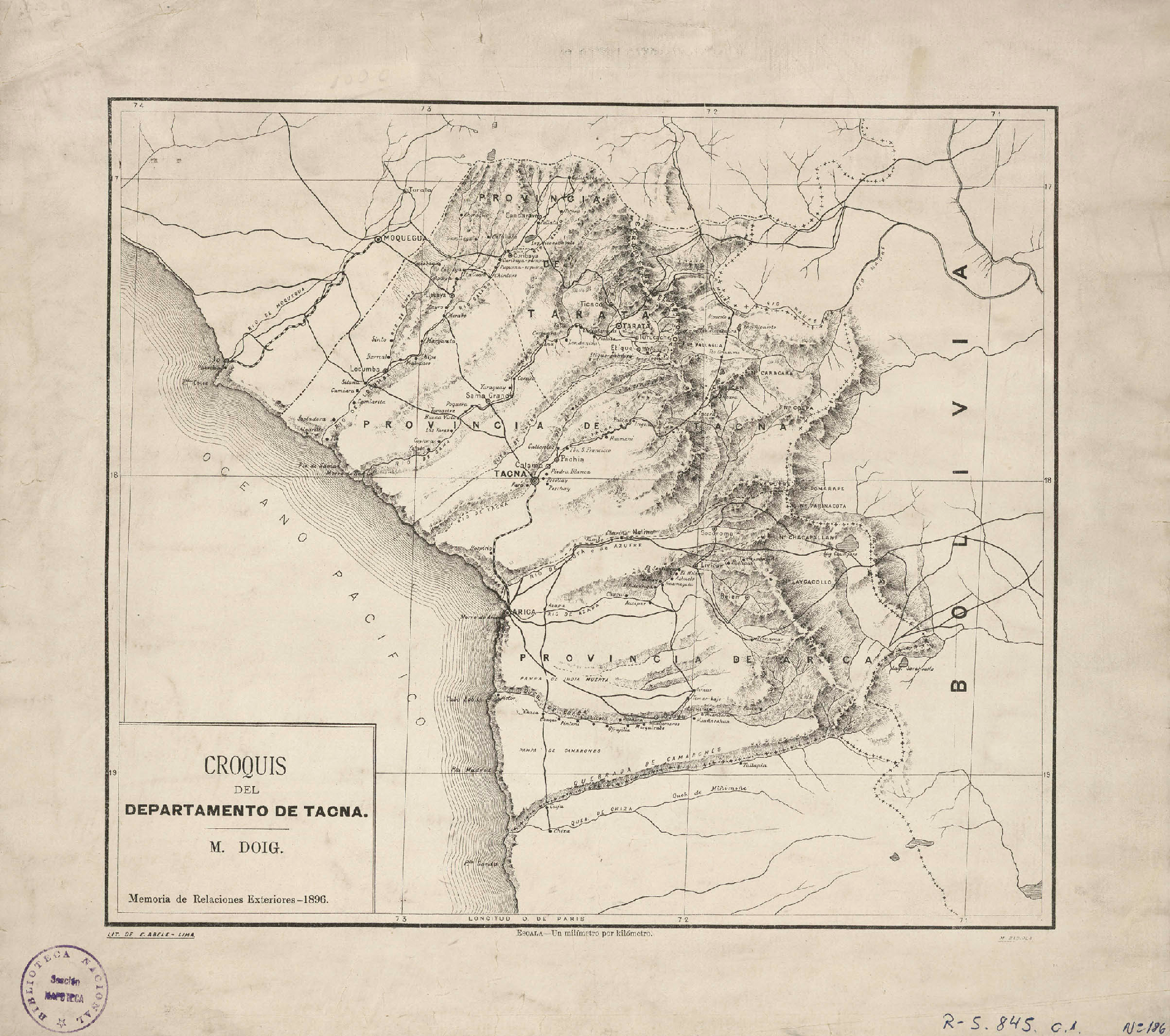
Mapa peruano de 1896 con la subdivisión peruana del territorio

## Subdivisiones

Provincia de Tacna, Chile entre 1911 y 1921 durante la existencia del departamento de Tarata.

La provincia de Tacna se dividió en los siguientes departamentos:
| Departamento           | Comuna | Unidad administrativa actual | Años de existencia |
| ---------------------- | ------ | ---------------------------- | ------------------ |
| Departamento de Tarata | Tarata | Provincia de Tarata          | 1911-1921          |
| Departamento de Tacna  | Tacna  | Provincia de Tacna           | 1884-1929          |
| Departamento de Arica  | Arica  | Provincia de Arica           | 1884-1929          |

Mapas explicando la evolución territorial de los departamentos dentro de la provincia de Tacna.

1884-1925
1911-1921
1921-1925
1925-1929